# Жуйкова, Людмила Антоновна
Людми́ла Анто́новна Жуйко́ва (29 ноября 1941, Алма-Ата — 18 августа 2023, Есик) — казахстанский искусствовед, музыковед, кандидат искусствоведения (1982), доцент ВАК СССР (1988), член Союза композиторов Казахстана (1994), отличник образования Республики Казахстан (1997), профессор кафедры педагогики хореографии Казахской национальной академии искусств имени Т. К. Жургенова (2004), кавалер ордена Православной церкви святых мучениц Веры, Надежды, Любови и Софии (2016), обладатель государственной медали «Халық алғысы» (2021).

## Биография
Была единственным ребёнком в семье. Раннее детство прошло под знаком звучащих по радио военных песен. Пятилетней девочкой взобралась на сцену драмтеатра перед началом спектакля и исполнила песню «Одинокая гармонь». Когда её спросили, кто её мама, ответила: «Актриса», хотя её мать работала бухгалтером. Мама юной Людмилы Мария Алексеевна Жуйкова, обладавшая артистическим даром, мечтала и могла стать актрисой. В начале 1930-х она дружила с Куляш Байсеитовой. Их семьи жили по соседству на пересечении улиц Шевченко и Ала-тау (ныне улица имени К. Байсеитовой) и вместе «бегали на спевки». Но в актрисы маму не отпустил отец — донской казак твердых жизненных правил. Мария Алексеевна Жуйкова вспоминала, «папаша не посоветовал, считая, что профессия бухгалтера надежнее». И мама дала себе слово, что свою дочь она отпустит в актрисы. Поэтому в 1949 году она отвела Людмилу в Музхоркомбинат на проспекте Сталина, 90 (ныне пр. Абылайхана), где под одной крышей сосуществовали музыкальная школа, музыкальное училище, хореографическое училище, консерватория. За абсолютный слух Людмилу приняли в класс скрипки, хотя ей очень хотелось обучаться на фортепиано, чтобы аккомпанировать себе в пении.
Кроме пения с детства у неё была страсть к чтению. Отказывая себе в самом необходимом, родители покупали дочери книги. В семье было заведено вечерами читать вслух. Отец обладал отличной памятью, и часто практиковал с Людмилой заучивание стихов с одного прочтения. Позже она заучивала и прозу, восхищенная театральными спектаклями ТЮЗа, руководимого Натальей Сац, драмтеатра на улице Виноградова, где в годы войны работали выдающиеся актёры эвакуированных в Алма-Ату столичных театров. Увлечение театром подвигло её записаться в драмкружок при Доме пионеров. Там ей дали роль шестого гнома, совсем не подозревая об её притязаниях на роль Белоснежки. Ушла из кружка, утешившись I местом, взятым на Олимпиаде художественного чтения в 1950 году. Кроме грамоты Людмилу тогда наградили отрезом шелка на платье. В то нищее послевоенное время такой подарок был равнозначен бальному платью Золушки.
Но на театральном поприще жизненная стезя её не увлекла. Может, потому, что судьба послала столько талантливых учителей, что буквально заставила стать педагогом, чтобы хоть сколько-нибудь донести по эстафете поколений их дар. Это и школьная учительница по истории, навсегда влюбившая в свой предмет и преподавательница географии, привившая тягу к путешествиям и учительница физики, открывавшая для Людмилы одну маленькую хитрость, что юмор помогает усвоению самых сложных вещей. А учитель по теории музыки Анатолий Анатольевич Ленгардт вообще стал ключевой фигурой в её судьбе: в 15 лет она Людмила оставила скрипку и выбрала профессию музыковеда.
В годы обучения в Алма-Атинской консерватории (1960—1965) её ректор — композитор К. Кужамьяров сумел собрать созвездие талантливейших профессоров: И. И. Дубовского, П. В. Аравина, Н. Ф. Тифтикиди, М. Р. Копытмана, А. Г. Юсфина, З. А. Визеля, В. П. Дернову. Людмила восхищенно поставила их в ряд парадигмальных учителей, повлиявших на её профессиональное становление. Дипломную работу об эстетике Мусоргского писала под руководством П. Аравина и П. А. Пак Ира. Доктор философии Петр Александрович Пак Ир преподавал курс «Диалектический материализм» так, что хотелось изучать философию в полном объёме, а не только в её марксистско-ленинской части. Увлекалась трудами Монтеня, Шопенгауэра, Ницше. Людмила часами просиживала в пушкинской библиотеке, потому что на дом эти книги из фонда редких изданий не выдавали. Но у сотрудниц публичной библиотеки Людмила пользовалась особой симпатией в статусе постоянного многолетнего читателя.
Её отец боялся, что Людмила превратится в «синий чулок», не выйдет замуж: «Ты шибко-то свой ум не показывай, парни не любят этого». Но нашёлся один, такой же книжный юноша, которому нужна была именно интеллектуалка-жена. С композитором Виктором Викторовичем Миненко, ставшим отцом двух её сыновей (Алексея и Сергея), они прожили 38 лет — до самой его смерти в 2003 году. Они были счастливы в их мире книг, музыкальных записей, путешествий.
В 1972 году Людмила поступила в заочную аспирантуру Ленинградского ЛГИТМиКа (ныне Российский государственный институт сценических искусств), выдержав конкурс (на 100 поступавших было 5 мест). Руководителем диссертации Людмилы «Музыкальная эстетика Мусоргского» был А. А. Гозенпуд, а оппонентами при защите М. С. Каган и Э. Л. Фрид — ученые с мировыми именами. Большую поддержку в учёбе ей оказал дядя — контр-адмирал Иван Иосифович Жуйко — подводник-атомщик, Герой Советского Союза, ставший ей вторым отцом после смерти папы.
За более чем 63-летний стаж своей преподавательской службы Людмила Жуйкова была педагогом многих композиторов, музыкантов-исполнителей, режиссёров-хореографов, артистов балета, ставших украшением казахстанской и мировой культуры. Среди её учеников Актоты Раимкулова, Беимбет Демеуов, Айжан Бердыбай, Алия Сабырова, Бибигуль Нусипжанова, Адиль Бестыбаев, Елена Эзау, Альбина Додарходжаева, Гульнара Саитова, Дмитрий Сушков, Айгуль Жумагалиева, Людмила Ли, Светлана Медеубаева, Айнур Абильгазина, Вячеслав Гончаров, Анвара Садыкова, Дамир Уразымбетов, Анна Цой, Анель Марабаева, Улан Мирсеидов, Мурат Тукеев, Ахмедгали Буркитбаев и многие другие.
30 ноября 2011 года в Алматинском хореографическом училище имени А. Селезнева состоялось празднование 70-летнего юбилея Л. А. Жуйковой.
27 ноября 2015 года в Казахской национальной академии искусств имени Т. К. Жургенова состоялась презентация научных монографий Л. А. Жуйковой .
29 ноября 2016 года Президент Казахстана Нурсултан Назарбаев подписал Указ о награждении Людмилы Антоновны Жуйковой медалью к 25-летию Независимости Республики Казахстан.
17 декабря 2016 года выступила с докладом на XVIII Филаретовских образовательных чтениях .
23 декабря 2016 года состоялась презентация сборника статей «Неповторимые слова : к юбилею Людмилы Антоновны Жуйковой» (авт. сост. Д. Д. Уразымбетов. Алматы: Книжный легион, 2016. 96 с.). Во время презентации епископ Каскеленский владыка Геннадий вручил Л. А. Жуйковой орден святых мученицы Веры, Надежды, Любови и Софии.
30 ноября 2021 года в Учебном театре КазНАИ имени Т. К. Жургенова состоялся торжественный концерт в честь 80-летнего юбилея профессора Л. А. Жуйковой.
2 декабря 2021 года Указом Президента Республики Казахстан награждена государственной наградой «Халық алғысы» («Народная благодарность»).
17 августа 2023 года Л. А. Жуйкова попала в автокатастрофу, скончалась на следующий день. 21 августа епископ Каскеленский владыка Геннадий провел панихиду в храме святого князя Владимира. Похоронена рядом с родителями на центральном кладбище города Алматы.
25 сентября 2023 года в канун 40 дней в "Новой музыкальной газете" вышла статья "Смирение души. Памяти Л. А. Жуйковой".
До последних дней жизни Л. А. Жуйкова много работала, была полна энергии, творческих идей и научных планов. У неё осталось большое количество неопубликованных рукописей на темы музыки, поэзии, балета, живописи. Шла подготовка к составлению второго тома монографии о Мусоргском, где затрагивались вопросы взглядов композитора на живопись и религию.

## Публикации и творчество

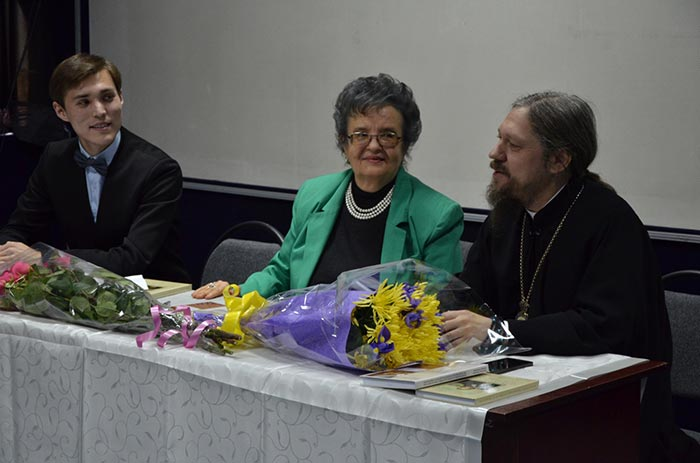
На презентации монографий с Дамиром Уразымбетовым и Епископом Геннадием в Казахской национальной академии искусств им. Т. К. Жургенова (27 ноября 2015)

### Диссертации
- Диссертация на соискание ученой степени кандидата искусствоведения «Проблемы музыкальной эстетики М. П. Мусоргского» (рукопись в библиотеке РГИСИ, Санкт-Петербург). Научный руководитель: А. А. Гозенпуд.

### Монографии
- Жуйкова Л. А. Музыкальная эстетика М. П. Мусоргского. — Санкт-Петербург: Композитор — Санкт-Петербург, 2015. — 216 с.)[6];
- Жуйкова Л. А., Есентаева Д. Б. Репертуарная политика балетных спектаклей ГАТОБ им. Абая (1934—2014) и вопросы балетного симфонизма. — Алматы: Асыл кітап, 2015. — 132 с., 149 ил.[7][8];
- Жуйкова Л. А., Садыкова А. А., Уразымбетов Д. Д. Наш Александр Селезнев. — Санкт-Петербург: Лань; Планета музыки, 2017. — 120 с.: ил. ;
- Жуйкова Л. А., Садыкова А. А., Уразымбетов Д. Д. Наш Александр Селезнев. — 2-е изд. стер. — Санкт-Петербург: Лань, Планета музыки, 2018. — 120 с.
- Жуйкова Л. А., Садыкова А. А., Уразымбетов Д. Д. Наш Александр Селезнев. — 3-е изд. доп. и испр. — Санкт-Петербург: Лань; Планета музыки, 2020. — 136 с.: ил. .

### Неоконченные книги, готовившиеся Л. А. Жуйковой к публикации
- Жуйкова Л. А. Мусоргский и русская художественная культура. — Алматы, 1984. — Неоконченная рукопись;
- Жуйкова Л. А. Мусоргский и религия. —  Алматы, 2015-2023. — Неоконченная рукопись;
- Жуйкова Л. А. Письма к близким. —  Алматы. — Неоконченная рукопись;
- Жуйкова Л. А. Флоренция — миру. —  Алматы. — Неоконченная рукопись;
- Жуйкова Л. А. Музыка, живопись, слово, танец. —  Алматы. — Неоконченная рукопись.

### Учебные пособия
- Раева Б. Р., Жуйкова Л. А., Рожковская А. Н., Купьянская Е. Г. Методические разработки по изучению национального материала в классе сольфеджио, сырная и фортепиано (для студентов младших курсов). — Алма-Ата: НМК, 1986. — 40 с.

### Сборник статей об Л. А. Жуйковой
- Неповторимые слова : К юбилею Людмилы Антоновны Жуйковой / Автор-сост. Д. Д. Уразымбетов. Алматы: Книжный легион, 2016. 86 с.

### Избранные статьи в научных журналах и сборниках конференций
- 1974 — Жуйкова-Миненко Л. А. Круг чтения и художественных впечатлений М. П. Мусоргского // Вопросы теории и эстетики музыки / Ленингр. гос. ин-т театра, музыки и кинематографии. — Л.: Музыка. Вып. 13 / [ред. кол.: Л. Н. Раабен (отв. ред.), А. А. Гозенпуд, А. И. Климовицкий]. — 1974. — С. 79-105.
- 1975 — Жуйкова-Миненко Л. А. Трагическое и комическое в творчестве М. П. Мусоргского // Вопросы теории и эстетики музыки / Ленингр. гос. ин-т театра, музыки и кинематографии. — Л.: Музыка. Вып. 14 / [ред. кол.: А. И. Климовицкий (отв. ред.), А. А. Гозенпуд, Л. Н. Раабен]. — 1975. — С. 39-64.
- 1986 — Жуйкова Л. А. Эстетическая сущность народности как основного фактора формообразования в творчестве М. П. Мусоргского // Вопросы музыкального формообразования : сб. научных статей / Гл. ред. Жубанова Г. А. — Алма-Ата: КазГУ, 1986. — C. 58-65.
- 1991 — Жуйкова Л. А. Проблемы вузовской музыкальной педагогики // Ред. и вступ. ст. Л. А. Жуйковой. — Алма-Ата, 1991;
- 1994 — Жуйкова Л. А. Роль интернациональных связей в эволюции казахстанского балета // Қазақ музыкасының мәселелері (Алматы).
- 1994 — Жуйкова Л. А. Репин и Мусоргский / Тезисы доклада на Международной конференции, посвященной 150-летию со дня рождения И. Е. Репина. — СПб., 1994.
- 1998 — Жуйкова Л. А., Изим Т. О. М. Әуезов балет театры сахнасында // Ақ желкен. — 1998. — № 4.
- 1999 — Жуйкова Л. А. Год, конкурсами богатый // Новая музыкальная газета. — [Алматы], 1999. — № 9-11. — С. 36-37.
- 2002 — Жуйкова Л. А. Становление казахстанского балета // Современное искусство Казахстана: проблемы и поиски. – Алматы: Фонд Сорос-Казахстан, 2002. – С.107-116.
- 2003 — Жуйкова Л. А. Путь испанской культуры от античности до золотого века // Национальная модель образования: методология и современные технологии в профессиональной подготовке специалистов : материалы международной научно-практической конференции, посвященной 25-летию Академии. Т. 1. — Алматы: КазНАИ им. Т. К. Жургенова, 2003. — 28-29 апр. — С. 180—189.
- 2004 — Жуйкова Л. А. Барокко и классицизм в западно-европейском искусстве XVII—XVIII веков // Культурное наследие народов Казахстана и национальная система образования : материалы международной научно-практической конференции Казахской национальной академии искусств имени Т. К. Жургенова. Т. 2. — Алматы: КазНАИ им. Т. К. Жургенова, 2004. — С. 23-39.
- 2005 — Жуйкова Л. А. Микеланджело. Его место в мировой художественной культуре // Актуальные проблемы развития искусства в условиях глобализации современного мира : материалы международной научно-практической конференции, посвященной 50-летию Казахской национальной академии искусств имени Т. К. Жургенова. 21-22 апреля 2005. — Алматы: КазНАИ им. Т. К. Жургенова, 2005. — С. 369—389.
- 2006 — Жуйкова Л. А. Творчество Эль Греко в контексте испанской художественной культуры // Искусство в мировом культурном и образовательном пространстве : материалы международной научно-практической конференции Казахской национальной академии искусств имени Т. К. Жургенова. — Алматы: КазНАИ им. Т. К. Жургенова, 2006. — С. 251—261.
- 2007 — Жуйкова Л. А. Репин и Мусоргский // Взаимосвязь интеграционных и инновационных процессов в искусстве, культуре и образовании : материалы международной научно-практической конференции Казахской национальной академии искусств имени Т. К. Жургенова. — Алматы: КазНАИ им. Т. К. Жургенова, 2007. — С. 216—224.
- 2008 — Жуйкова Л. А. Анна Ахматова и Дмитрий Шостакович // Преемственность традиций культуры и искусства в мировом пространстве : материалы международной научно-практической конференции, посвященной 110-летию видного общественного деятеля Т. К. Жургенова. — Алматы: КазНАИ им. Т. К. Жургенова, 2008. — С. 224—227.
- 2009 — Жуйкова Л. А. Филиппо Брунеллески и его художественные открытия в зодчестве итальянского кватроченто // Традиционные мировоззренческие системы и современное искусство : материалы международной научной конференции Казахской национальной академии искусств имени Т. К. Жургенова. — Алматы: КазНАИ им. Т. К. Жургенова, 2009. — С. 122—125.
- 2011 — Жуйкова Л. А. Пути взаимодействия европейской и внеевропейских музыкальных культур XVIII—I трети XX века // Жамбыл и эпическое наследие тюркских народов : материалы международной научно-практической конференции Казахской национальной академии искусств имени Т. К. Жургенова. 11-12 апреля 2011. — Алматы: КазНАИ им. Т. К. Жургенова, 2011. — С. 332—336.
- 2011 — Жуйкова Л. А. Эстетические воззрения М. П. Мусоргского (к проблеме народности и историзма) // Тюрко-славянское взаимодействие культур: взгляд из современности : материалы международного научного симпозиума Казахской национальной академии искусств имени Т. К. Жургенова. — Алматы: КазНАИ им. Т. К. Жургенова, 2011. — С. 213—219.
- 2011 — Жуйкова Л. А. Симфонизация танца как ярчайшая примета музыкального стиля А. Хачатуряна // Қазақстан балет әлемі. — Алматы, 2011. — № 2 (7). — С. 27-30.
- 2011 — Жуйкова Л. А. Симфонизация танца как ярчайшая примета музыкального стиля А. Хачатуряна (продолжение) // Қазақстан балет әлемі. — Алматы, 2011. — № 3-4 (8). — С. 22-26.
- 2012 — Жуйкова Л. А. Балетный театр Газизы Жубановой в свете проблематики национального и инонационального // Искусство Казахстана в евразийском пространстве : материалы международной научно-практической конференции Казахской национальной академии искусств имени Т. К. Жургенова. — Алматы: КазНАИ им. Т. К. Жургенова, 2012. — С. 184—188.
- 2012 — Жуйкова Л. А. Мир балетов Газизы Жубановой // Материалы международной научно-практической конференции, посвященной Международному дню цирка. 23 апреля 2012. — Алматы: КазНАИ им. Т. К. Жургенова, 2012. 23 апр.
- 2013 — Жуйкова Л. А. Виктор Миненко // Очерки о композиторах Казахстана. Сост. А. С. Нусупова — Алматы: АО «Алматы-Болашак», 2013. — С. 92-96.
- 2014 — Жуйкова Л. А., Есентаева Д. Б. Эстетический аспект симфонизации танца // Известия национальной академии наук Республики Казахстан. — Алматы, 2014. — № 2. — С. 204-209.
- 2014 — Жуйкова Л. А., Садыкова А. А. Балетный спектакль «Фрески» и его роль в судьбах национальной хореографии Казахстана // Хореографическое искусство XXI века: теория, практика и перспективы развития : материалы международной научно-практической конференции КазНАИ им. Т. К. Жургенова. – Алматы: КазНАИ им. Т. К. Жургенова, 2014. – С. 120-129.
- 2014 — Жуйкова Л. А., Есентаева Д. Б. Репертуарная политика балетных спектаклей ГАТОБ им. Абая (1934-2014 годы) // Хореографическое искусство XXI века: теория, практика и перспективы развития : материалы международной научно-практической конференции КазНАИ им. Т. К. Жургенова. – Алматы: КазНАИ им. Т. К. Жургенова, 2014. – С. 178-192.
- 2015 — Жуйкова Л. А. Фортепианные сонаты Прокофьева // Казахское и венгерское кино и телевидение: самоидентификация, современность и историческое наследие : материалы международной научно-практической конференции, посвященной 70-летию ЮНЕСКО. — Алматы: КазНАИ им. Т. К. Жургенова, 2015. — С. 297—304.
- 2016 — Жуйкова Л., Привалова М. Роль балета «Весна священная» в судьбах дальнейшего развития танца модерн // Известия Национальной академии наук РК. Серия общественных и гуманитарных наук. — 2016. — № 1 (305). — С. 202—207.
- 2016 — Аухадиев И. Р., Жуйкова Л. А. «Барышня и хулиган» в постановке Булата Аюханова // Наука и жизнь Казахстана. — 2016. — № 6 (42). — С. 27-31.
- 2016 — Жуйкова Л. Эль Греко: мастер религиозной живописи // Свет Православия в Казахстане. — 2016. — № 11-12 (231). — Нояб. — С. 34-38.
- 2016 — Жуйкова Л. А., Садыкова А. А. Учителю посвящается... // Современное хореографическое искусство и образование: традиции и новаторство, проблемы и перспективы : материалы международной научно-практической конференции Алматинского хореографического училища им. А. В. Селезнева. — Алматы: АХУ им. А. В. Селезнева, 2016. — С. 8-20.
- 2017 — Жуйкова Л. А. Христианские основы творчества М. П. Мусоргского. Осмысление Русского бунта // Свет Православия в Казахстане. — 2017. — № 2 (233). — Февр. — С. 28-32.
- 2017 — Аухадиев И. Р., Жуйкова Л. А. К истории создания спектакля Б. Г. Аюханова «Преступление и наказание» на музыку Д. Д. Шостаковича // Наука и жизнь Казахстана. — 2017. — № 1 (43). — С. 42-44.
- 2017 — Аухадиев И. Р., Жуйкова Л. А. Анализ хореографической лексики в спектакле Б. Г. Аюханова «Преступление и наказание» // Вопросы хореографического искусства и образования конца XX — начала XXI вв. : материалы международной научно-практической конференции Казахской национальной академии искусств имени Т. К. Жургенова. — Алматы: КазНАИ им. Т. К. Жургенова, 2017. — С. 61-70.
- 2017 — Бердиярова А. К., Жуйкова Л. А. Импровизация как способ раскрытия профессионального потенциала учащихся // Вопросы хореографического искусства и образования конца XX — начала XXI вв. : материалы международной научно-практической конференции Казахской национальной академии искусств имени Т. К. Жургенова. — Алматы: КазНАИ им. Т. К. Жургенова, 2017. — С. 148—153.
- 2017 — Досбатырова Ф. Б., Жуйкова Л. А. Новые модели сценографии в театрально-цирковых и хореографических постановках // Наука и жизнь Казахстана. — 2017. — № 3 (46). — С. 59-63.
- 2017 — Жуйкова Л. А. Медичейская культура и Сандро Боттичелли // Вопросы хореографического искусства и образования конца XX — начала XXI вв. : материалы международной научно-практической конференции Казахской национальной академии искусств имени Т. К. Жургенова. — Алматы: КазНАИ им. Т. К. Жургенова, 2017. — С. 170—180.
- 2017 — Жуйкова Л. А. Первый, второй и третий фортепианные концерты Прокофьева: особенности формообразования // Вопросы хореографического искусства и образования конца XX — начала XXI вв. : материалы международной научно-практической конференции Казахской национальной академии искусств имени Т. К. Жургенова. — Алматы: КазНАИ им. Т. К. Жургенова, 2017. — С. 193—202.
- 2017 — Аухадиев И. Р., Жуйкова Л. А. Седьмая симфония Д. Д. Шостаковича в творчестве балетмейстера Б. Г. Аюханова // Вестник Академии русского балета им. А. Я. Вагановой.— 2017. — № 3 (50). — С. 74-83.
- 2017 — Жуйкова Л. А. Народно-музыкальная драма М. П. Мусоргского как выражение актуальных проблем современности // Пути развития современного театрального искусства Казахстана : материалы международной научно-практической конференции, посвященной 70-летию театрального критика, профессора Аширбека Сыгая. — Алматы: КазНАИ им. Т. К. Жургенова, 2017. — С. 192—196.
- 2017 — Аухадиев И. Р., Жуйкова Л. А. Значение музыки Д. Д. Шостаковича в творчестве Б. Г. Аюханова // Пути развития современного театрального искусства Казахстана : материалы международной научно-практической конференции, посвященной 70-летию театрального критика, профессора Аширбека Сыгая. — Алматы: КазНАИ им. Т. К. Жургенова, 2017. — С. 203—206.
- 2017 — Жуйкова Л. А. Виктор Миненко // Композиторы Казахстана. Творческие портреты. Том 2 / Сост. Кетегенова Н. С., Нусупова А. С. — Алматы: Алматы-Болашак, 2017. — С. 179—183.
- 2017 — Жуйкова Л. А. Христианские основы творчества М. П. Мусоргского. Осмысление Русского бунта // Богословский вестник Алматинской духовной семинарии. — 2017. — № 1. — С. 84-101.
- 2018 — Бердиярова А. К., Жуйкова Л. А. Роль педагога в развитии творческих способностей у учащихся младших классов хореографических училищ // Наука и жизнь Казахстана. — 2018. — № 1 (54). — С. 61-64.
- 2018 — Жуйкова Л. А., Карымбаева А. Н. «Молодой балет Алма-Аты». Первые имена // Наука и жизнь Казахстана. — 2018. — № 2 (57). — С. 35-39.
- 2018 — Жуйкова Л. А. Религиозные сюжеты в живописи Андреа Мантеньи — итальянского художника XV века // Свет Православия в Казахстане. — 2018. — № 3-4 (242). — Апр. — С. 30-35.
- 2018 — Жуйкова Л. А. К проблеме понимания концепции «Хованщины» Мусоргского // Театр. Время. Герой : сб. науч. статей по материалам V Международной научно-практической конференции Уфимского государственного института искусств им. З. Исмагилова / Отв. ред. Т. Н. Хайбуллина. — Уфа, 2018. — 19 апр. — С. 94-102.
- 2018 — Жуйкова Л. А. Балетное искусство в творчестве Дега // Современное киноискусство в контексте духовного возрождения : материалы международной научно-практической конференции, посвященной 70-летию со дня рождения киноведа, педагога, основоположника профессионального киноведения в Казахстане, кандидата искусствоведения, профессора, заслуженного деятеля Казахстана, кавалера ордена «Құрмет» Бауыржана Рамазанулы Ногербека. — Алматы: КазНАИ им. Т. К. Жургенова, 2017. — 30 апр. — С. 330-334.
- 2018 — Жуйкова Л. А. Религиозные сюжеты в творчестве Микеланджело // Свет Православия в Казахстане. — 2018. — № 10 (247). — Нояб. — С. 35-41.
- 2019 — Жуйкова Л. А. Сандро Боттичелли и его время // Свет Православия в Казахстане. — 2019. — № 4 (252). — Апр. — С. 34-39.
- 2019 — Жуйкова Л. А., Жумагалиева А. М., Ким Л. В. Балет К. Кужамьярова «Чин-Томур» в свете проблематики национального и современного" // Модернизация гуманитарного образования: наука, культура, искусство : материалы международной научно-практической конференции. — Алматы: КазНАИ им. Т. К. Жургенова, 2019. — С. 217—221.
- 2019 — Жуйкова Л. А. Программа по «Анализу музыкально-хореографических форм» как опыт совершенствования системы непрерывного образования в области хореографии // Актуальные проблемы совершенствования программ непрерывного образования: школа — колледж — вуз — послевузовское образование в сфере искусства : материалы международной научно-методической конференции Казахской национальной академии искусств им. Т. К. Жургенова. — Алматы: КазНАИ им. Т. К. Жургенова, 2020. — С. 77-81.
- 2020 — Жуйкова Л. А. Религиозные сюжеты в творчестве Джованни Беллини // Свет Православия в Казахстане. — 2020. — № 1 (258). — С. 38-44.
- 2020 — Жуйкова Л. А. Черты общности эстетических взглядов М. П. Мусоргского и И. Н. Крамского в свете проблематики синтеза искусств // Полилог и синтез искусств: история и современность, теория и практика : материалы III международной научной конференции. 5-6 марта 2020 г. / Санкт-Петербургская государственная консерватория имени Н. А. Римского-Корсакова, Голландский институт в Санкт-Петербурге / под ред. Н. А. Николаевой, С. В. Конанчук. — Санкт-Петербург.: Изд-во РХГА, 2020. — С. 75-76.
- 2020 — Жуйкова Л. А. Рафаэль Санти: взгляд сквозь пять столетий // Хореографическое искусство и профессиональное образование в Казахстане: традиции, инновации, перспективы : сборник материалов международной научной конференции, посвященной 25-летию факультета хореографии Казахской национальной академии искусств им. Т. К. Жургенова. 1-2 апр. 2020 г. / Ред.-сост. Д. Д. Уразымбетов. — Алматы: КазНАИ им. Т. К. Жургенова, 2020. — С. 247—256.
- 2020 — Жуйкова Л. А. Балетный спектакль Дамира Уразымбетова «Странствия Коркыта» в контексте диалога культур // Central Asian Journal of Art Studies. — 2020. — № 4. — С. 40-55. DOI: https://doi.org/10.47940/cajas.v5i4.285.
- 2021 — Жуйкова Л. А. Штрихи к концепту творческой личности А. А. Гозенпуда (на материале его писем 1972—1984 годов) // Временник Зубовского института. — 2021. — Вып. 2 (33). — С. 203-219.
- 2021 — Жуйкова Л. А. «Любовь есть познание…» Премьера балета Газизы Жубановой «Карагоз» на сцене ГАТОБ им. Абая // Qazaq Ballet — интернет-журнал о хореографическом искусстве Казахстана, дата публикации 3 октября 2021, qazaqballet.kz/main_articles/ljubov-est-pozna…e-gatob-im-abaja/.
- 2022 — Берікболова А. Н., Жуйкова Л. А. Валерий Анцышкин и его роль в развитии спортивного бального танца в городе Караганда // Вестник Карагандинского университета. Серия История. Философия. № 1 (105). 2022. С. 33-39.
- 2022 — Жуйкова Л. А., Дрягина Е. Н. Тренаж классического танца как вспомогательная функция развития исполнительских навыков в спортивном бальном танце // Педагогика и психология. № 3 (52), 2022. С. 149-156. DOI: https://doi.org/10.51889/9492.2022.10.46.016
- 2022 — Жуйкова Л. А. Хореографическое воплощение кюя Секена Турысбека «Настроение души» в поэтике стиля «Буран бель» // Central Asian Journal of Art Studies, т. 7, № 2, 2022, с. 112–121. DOI: https://doi.org/10.47940/cajas.v7i2.579.
- 2024 — Жуйкова Л. А. Исторические и религиозно-нравственные аспекты «Хованщины» М. П. Мусоргского //  М. П. Мусоргский: Истоки. Истина. Искусство: коллективное исследование / Российский институт истории искусств; ред.-сост. О. В. Колганова; отв. ред. И. В. Мациевский. — Санкт-Петербург; Великие Луки: РИИИ, 2024. — Вып. 2. Ч. 2.  — С. 118–128.

### Программы для телевидения
- Шопен — поэт фортепьяно
- «Моей душе оркестр Бетховена играет…»
- Гоголь и музыка
- «Ленинградская» симфония Шостаковича
- «Картинки с выставки» Мусоргского
- Прокофьев — детям
- «Дитя и волшебство» М. Равеля
- Александр Николаевич Скрябин
- Мусоргский — гордость русской музыки
- Вокальные циклы Мусоргского
- Балет Газизы Жубановой «Карагоз»
- Анна Ахматова и музыка

## Награды и ученые степени
- 1983 — решением Совета Ленинградского института театра, музыки и кинематографии от 16 ноября 1982 года (протокол № 2) Высшей аттестационной комиссией при Совете Министров СССР (от 22 июня 1983 года) присуждена ученая степень кандидата искусствоведения;
- 1988 — решением Министерства высшего и среднего специального образования СССР от 15 марта 1988 года (протокол № 255/д) присвоено ученое звание доцента;
- 1997 — за особые заслуги в области образования Республики Казахстан награждена нагрудным знаком «Отличник образования Республики Казахстан» (от 6 марта 1997 года);
- 2004 — решением Ученого совета Казахской национальной академии искусств имени Т. К. Жургенова от 30 марта 2004 года (протокол № 6) присвоено академическое звание профессора по кафедре «Педагогика хореографии»;
- 2016 — Указом Президента Республики Казахстан от 29 ноября 2016 года награждена государственной наградой «Юбилейная медаль к 25-летию Независимости Республики Казахстан» (06406);
- 2016 — во внимание к трудам по развитию православной культуры на Казахстанской земле и в связи с 75-летием награждена орденом Православной Церкви Казахстана святых мучениц Веры, Надежды, Любови и Софии (от 29 ноября 2016 года) .
- 2021 — Указом Президента Республики Казахстан от 2 декабря 2021 года награждена государственной наградой «Халық алғысы» («Народная благодарность»).

## Магистры искусств в Казахской национальной академии искусств имени Т. Жургенова
1. 2006 — Садыкова Анвара Ариповна. Страницы творчества З. Райбаева 60-70-х годов XX века. 50 с.
2. 2010 — Ли Илона Джериновна. Классический танец как основная форма развития балетного искусства в творчестве педагогов-корифеев Казахстана. 80 с.
3. 2010 — Керимбекова Асель Сарсенбаевна. Преемственность русской и советской хореографии в педагогической деятельности казахстанских хореографов. 88 с.
4. 2010 — Досбатыров Даулет Курмангалиевич. Синтез классического танца и циркового искусства в свете современных тенденций.
5. 2014 — Есентаева Динара Булатовна. Художественный поиск казахстанской хореографии и проблемы формирования репертуара балетных спектаклей на сцене ГАТОБ им. Абая. 78 с.
6. 2015 — Мирсеидова Наргиз Улановна. Улан Мирсеидов и его вклад в педагогику хореографии Казахстана. 78 с.
7. 2016 — Привалова Мария Валерьевна. Искусство современного танца в Казахстане на примере творческих изысканий театра танца «Самрук». 94 с.
8. 2017 — Аухадиев Ильзат Ришатович. Особенности хореографической лексики Б. Г. Аюханова в его постановках на музыку Д. Д. Шостаковича. 60 с.
9. 2017 — Досбатырова Фариза Болатбековна. Хореографические постановки казахского цирка от истоков до наших дней. 69 с.
10. 2018 — Джумагалиева Каламкас Октябревна. Детский балетный спектакль как проблема в современном хореографическом искусстве Казахстана. 65 с. Научный консультант Д. Д. Уразымбетов.
11. 2018 — Бердиярова Айдын Калдыбековна. Развитие творческих способностей у учащихся младших классов хореографических училищ. 74 с.
12. 2019 — Карымбаева Айжан Несипгереевна. Особенности педагогической методики Б. Г. Аюханова в хореографическом искусстве. 90 с.
13. 2020 — Тукеева Жанель Муратовна. Концепт творческой личности Раушан Байсеитовой в контексте преемственности традиций в национальной хореографии.
14. 2022 — Берикболова Асель Нурлановна. Историко-аналитические аспекты становления и развития вузовской педагогики спортивного бального танца в Казахстане. 76 с.
15. 2023 — Дрягина Екатерина Николаевна. Феномен диалога традиционной казахской культуры с эстетикой вальсовости европейской музыкально-танцевальной культуры XIX-XXI вв.
16. 2024 — Төлеген Ақжүніс Ағдарбекқызы. Аспекты эволюции творческой эстетики Булата Аюханова в его обращении к казахскому фольклору. Под руководством профессора велась работа над диссертацией совместно с магистрантом, однако профессор не успела завершить выпуск работы.